# Canadá nos Jogos Olímpicos de Inverno de 2010
O Canadá sediou os Jogos Olímpicos de Inverno de 2010 em Vancouver. Como país sede, obteve vagas em todas os esportes totalizando 206 atletas em 15 modalidades. O país participa dos Jogos de Inverno desde 1924, a primeira edição, em Chamonix, França.
Alexandre Bilodeau conquistou a primeira medalha de ouro da história do Canadá competindo em casa. Anteriormente o país havia sediado as Olimpíadas de Verão de 1976 em Montreal, e de Inverno de 1988 em Calgary, sem nenhum atleta ter obtido o primeiro lugar.
Com um recorde de 14 de medalhas de ouro, o Canadá tornou-se o país que mais conquistou medalhas de ouro em uma única edição de Olimpíada de Inverno. Estabeleceu também o recorde de medalhas de ouro como anfitrião, superando as 10 obtidas pela Noruega em 1994 e Estados Unidos em 2002. Foi ainda a primeira nação anfitriã a liderar o quadro de medalhas em uma Olimpíada de Inverno desde a Noruega nos Jogos Olímpicos de Inverno de 1952.

## Medalhas

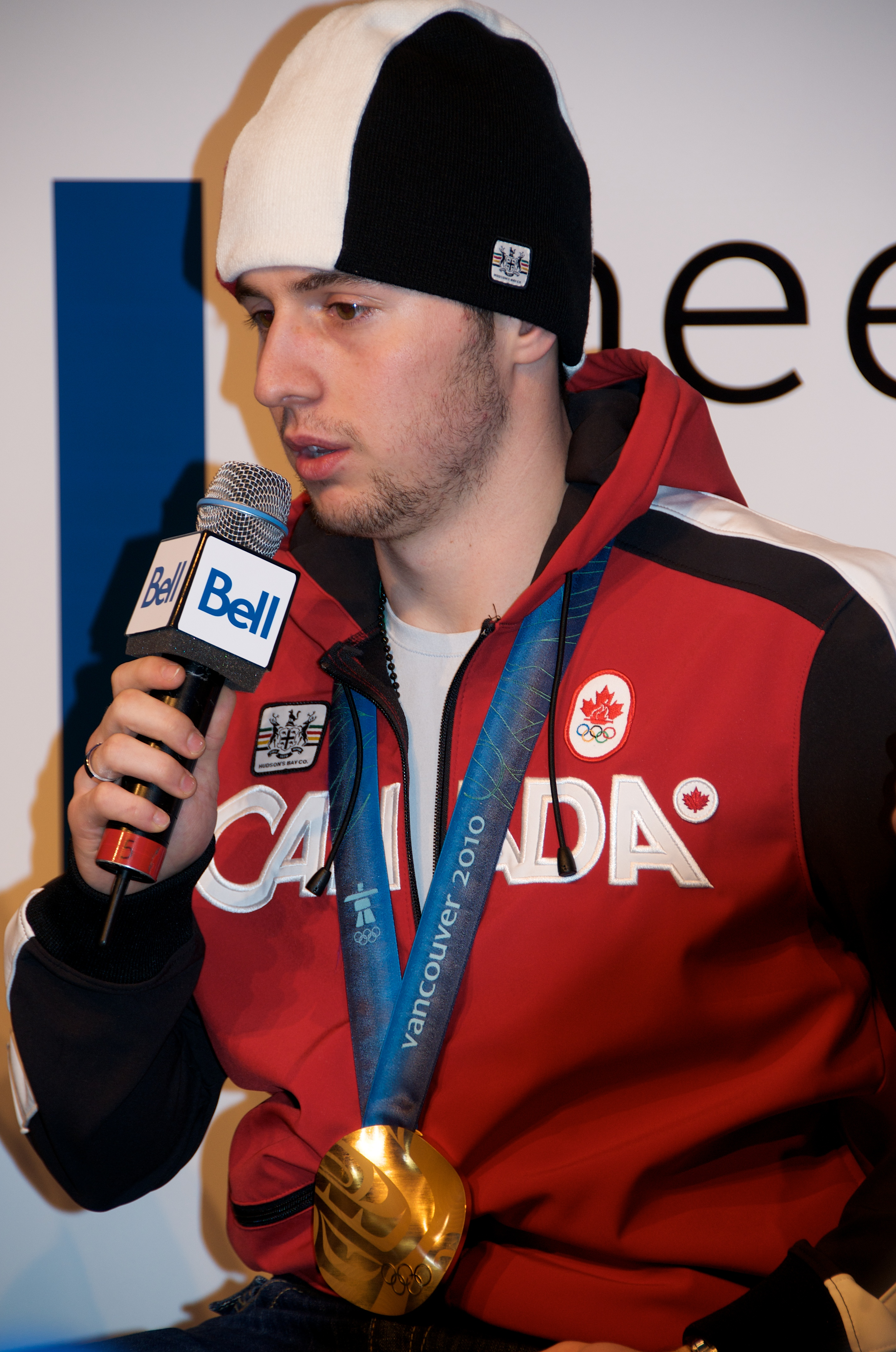
Alexandre Bilodeau conquistou a primeira medalha de ouro do Canadá nos Jogos Olímpicos.

| Charline Labonté Kim St-Pierre Shannon Szabados Tessa Bonhomme Carla MacLeod Becky Kellar Colleen Sostorics Meaghan Mikkelson Catherine Ward Meghan Agosta Gillian Apps | Jennifer Botterill Jayna Hefford Haley Irwin Rebecca Johnston Gina Kingsbury Caroline Ouellette Cherie Piper Marie-Philip Poulin Sarah Vaillancourt Hayley Wickenheiser |

| Martin Brodeur Marc-André Fleury Roberto Luongo Dan Boyle Drew Doughty Duncan Keith Scott Niedermayer Chris Pronger Brent Seabrook Shea Weber Patrice Bergeron Sidney Crosby | Ryan Getzlaf Dany Heatley Jarome Iginla Patrick Marleau Brenden Morrow Rick Nash Mike Richards Corey Perry Eric Staal Joe Thornton Jonathan Toews |

## Desempenho

### Biatlo
O Canadá teve oito biatletas em Vancouver, quatro em eventos individuais femininos, mas apenas conseguiu uma vaga em eventos individuais masculinos. No entanto como anfitrião teve direito a enviar uma equipe masculina.
Feminino
| Atleta                                               | Evento            | Final     | Final       | Final   |
| Atleta                                               | Evento            | Tempo     | Penalidades | Posição |
| ---------------------------------------------------- | ----------------- | --------- | ----------- | ------- |
| Megan Imrie                                          | Velocidade        | 23:17.0   | 3 (1+2)     | 76º     |
| Megan Imrie                                          | Individual        | 47:05.8   | 4 (2+1+0+1) | 62º     |
| Megan Tandy                                          | Velocidade        | 22:07.7   | 0 (0+0)     | 46º     |
| Megan Tandy                                          | Perseguição       | 34:02.2   | 1 (1+0+0+0) | 36º     |
| Megan Tandy                                          | Individual        | 46:04.3   | 3 (1+1+0+1) | 50º     |
| Rosanna Crawford                                     | Velocidade        | 23:04.6   | 0 (0+0)     | 72º     |
| Rosanna Crawford                                     | Individual        | 49:22.1   | 4 (1+2+0+1) | 76º     |
| Zina Kocher                                          | Velocidade        | 22:35.8   | 3 (1+2)     | 65º     |
| Zina Kocher                                          | Individual        | 48:19.3   | 6 (1+0+0+5) | 72º     |
| Megan Imrie Zina Kocher Rosanna Crawford Megan Tandy | Revezamento 4x5km | 1:14:25.5 | 1+7 0+5     | 15º     |

Masculino
| Atleta                                                              | Evento              | Final     | Final       | Final   |
| Atleta                                                              | Evento              | Tempo     | Penalidades | Posição |
| ------------------------------------------------------------------- | ------------------- | --------- | ----------- | ------- |
| Jean Philippe Leguellec                                             | Velocidade          | 24:57.6   | 1 (0+1)     | 6º      |
| Jean Philippe Leguellec                                             | Perseguição         | 34:51.9   | 2 (0+1+0+1) | 11º     |
| Jean Philippe Leguellec                                             | Individual          | 50:47.1   | 2 (0+1+1+0) | 13º     |
| Jean Philippe Leguellec                                             | Largada coletiva    | 39:18.5   | 7 (0+4+0+3) | 30º     |
| Robin Clegg Marc-André Bédard Brendan Green Jean Philippe Leguellec | Revezamento 4x7,5km | 1:24:50.7 | 0+3 0+4     | 10º     |

### Bobsleigh
Como país-sede, o Canadá garantiu as vagas nos três eventos do bobsleigh. Os nomes dos doze atletas foram anunciados em 27 de janeiro de 2010.
Feminino
| Atleta                           | Evento | Final      | Final      | Final      | Final      | Final   | Final            |
| Atleta                           | Evento | 1ª corrida | 2ª corrida | 3ª corrida | 4ª corrida | Total   | Pos.             |
| -------------------------------- | ------ | ---------- | ---------- | ---------- | ---------- | ------- | ---------------- |
| Kaillie Humphries Heather Moyse  | Duplas | 53.19      | 53.01      | 52.85      | 53.23      | 3:32.28 | Medalha de ouro  |
| Helen Upperton Shelley-Ann Brown | Duplas | 53.50      | 53.12      | 53.34      | 53.17      | 3:33.13 | Medalha de prata |

Masculino
| Atleta                                                    | Evento  | Final      | Final      | Final      | Final      | Final   | Final             |
| Atleta                                                    | Evento  | 1ª corrida | 2ª corrida | 3ª corrida | 4ª corrida | Total   | Pos.              |
| --------------------------------------------------------- | ------- | ---------- | ---------- | ---------- | ---------- | ------- | ----------------- |
| Lascelles Brown Lyndon Rush                               | Duplas  | 51.67      | 54.70      | 51.93      | 52.16      | 3:30.46 | 15º               |
| Pierre Lueders Jesse Lumsden                              | Duplas  | 51.94      | 52.12      | 51.87      | 51.94      | 3:27.87 | 5°                |
| Lyndon Rush Lascelles Brown Chris Le Bihan David Bissett  | Equipes | 51.12      | 51.03      | 51.24      | 51.46      | 3:24.85 | Medalha de bronze |
| Pierre Lueders Justin Kripps Jesse Lumsden Neville Wright | Equipes | 51.27      | 51.29      | 51.50      | 51.54      | 3:25.60 | 5º                |

### Combinado nórdico
Jason Myslicki foi o único representante canadense nos Jogos.
| Atleta         | Evento            | Salto de esqui | Salto de esqui | Cross-country | Cross-country | Cross-country |
| Atleta         | Evento            | Pts            | Pos.           | Déficit       | Tempo         | Pos.          |
| -------------- | ----------------- | -------------- | -------------- | ------------- | ------------- | ------------- |
| Jason Myslicki | Pista normal 10km | 93.0           | 43°            | +2:50         | 30:10.7       | 45°           |
| Jason Myslicki | Pista longa 10km  | 69.3           | 42º            | +3:51         | 27:02.4       | 44°           |

### 

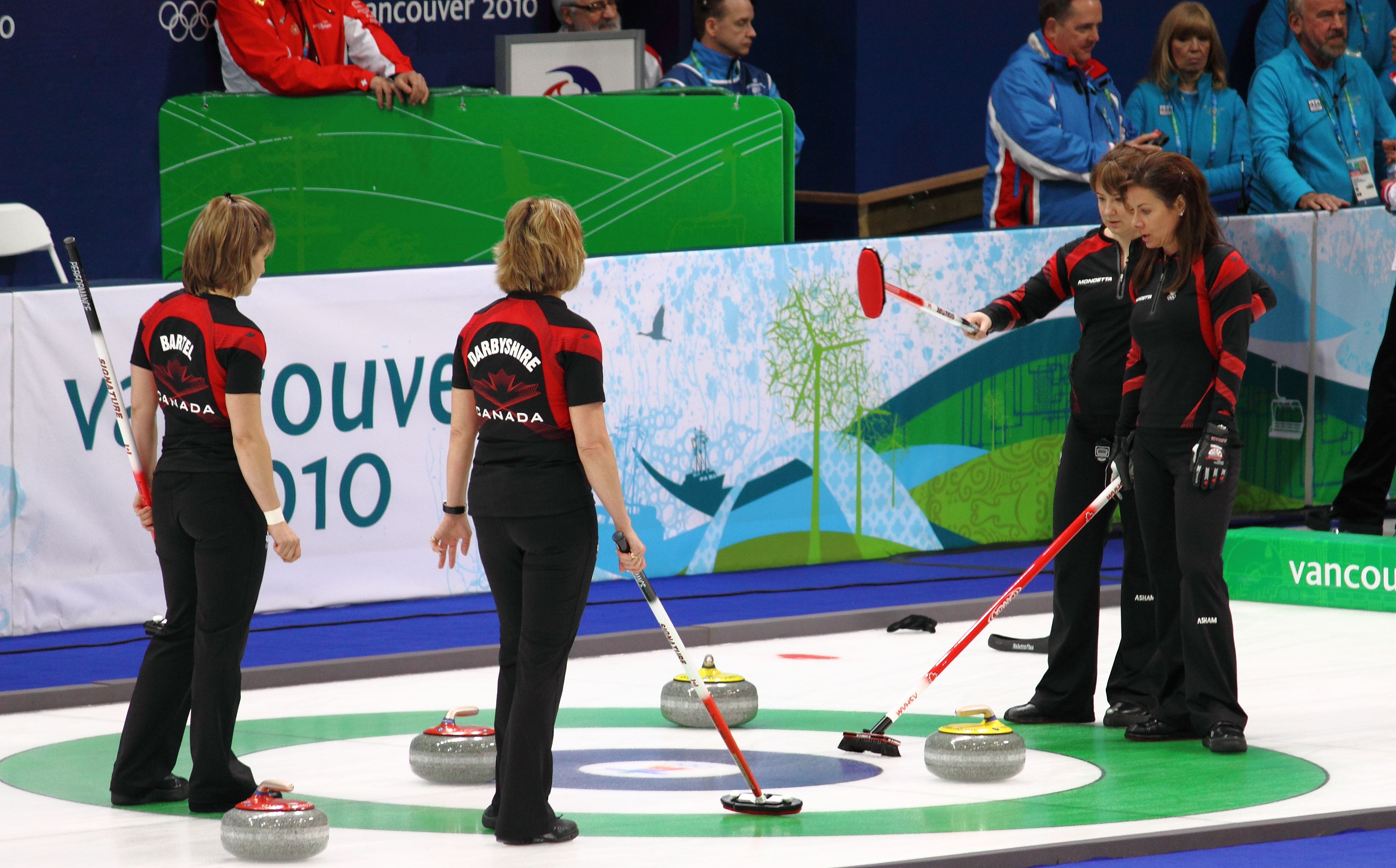
Equipe feminina conquistou a medalha de prata.

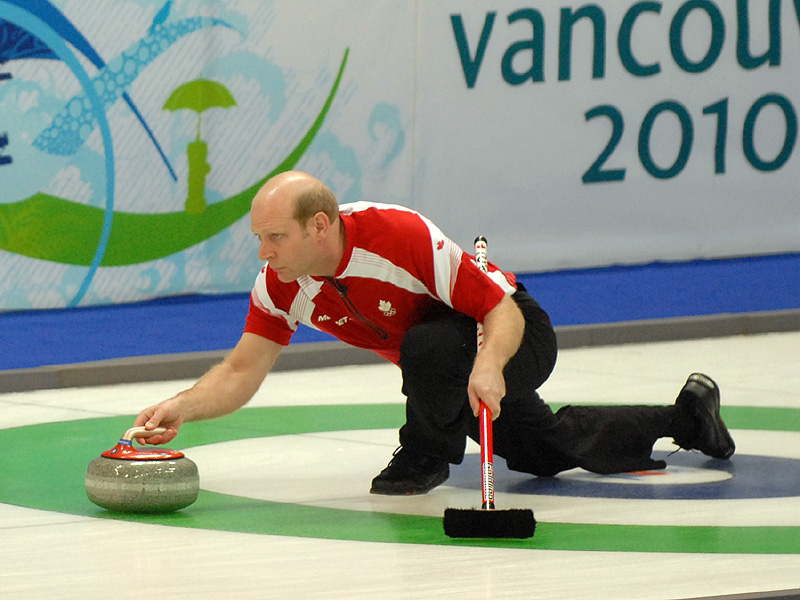
Kevin Martin liderou a equipe canadense campeã no curling masculino.

### Curling
Feminino
| Equipe                                                                     | Primeira fase | Primeira fase | Semifinal              | Final                  | Pos.             |
| Equipe                                                                     | Adversário e resultado | Pos.          | Adversário e resultado | Adversário e resultado | Pos.             |
| -------------------------------------------------------------------------- | --- | ------------- | ---------------------- | ---------------------- | ---------------- |
| Cheryl Bernard Susan O'Connor Carolyn Darbyshire Cori Bartel Kristie Moore | SUI Suíça V 5–4 JPN Japão V 7–6 GER Alemanha V 6–5 DEN Dinamarca V 5–4 USA Estados Unidos V 9–2 CHN China D 5–6 SWE Suécia V 6–2 GBR Grã-Bretanha V 6–5 RUS Rússia V 7–3 | 1º            | SUI Suíça V 6–5        | SWE Suécia D 6–7       | Medalha de prata |

Masculino
| Equipe                                                             | Primeira fase | Primeira fase | Play-off               | Semifinal              | Final                  | Pos.            |
| Equipe                                                             | Adversário e resultado | Pos.          | Adversário e resultado | Adversário e resultado | Adversário e resultado | Pos.            |
| ------------------------------------------------------------------ | --- | ------------- | ---------------------- | ---------------------- | ---------------------- | --------------- |
| Kevin Martin John Morris Marc Kennedy Benjamin Hebert Adam Enright | NOR Noruega V 7–6 GER Alemanha V 9–4 SWE Suécia V 7–3 FRA França V 12–5 DEN Dinamarca V 10–3 GBR Grã-Bretanha V 7–6 SUI Suíça V 6–4 USA Estados Unidos V 7–2 CHN China V 10–3 | 1º            |                        | SWE Suécia V 6–3       | NOR Noruega V 6–3      | Medalha de ouro |

### Esqui alpino
O Canadá tinha catorze vagas reservadas nesta modalidade. Posteriormente o contingente aumentou para 18 e finalmente para 22 esquiadores devido a falha de outros países em preencher as quotas de qualificação.
Feminino
| Atleta                 | Evento         | Corrida 1 | Corrida 2   | Total       | Pos.        |
| ---------------------- | -------------- | --------- | ----------- | ----------- | ----------- |
| Bridgitte Acton        | Slalom         | 52.11     | 53.82       | 1:45.93     | 17º         |
| Emily Brydon           | Downhill       |           |             | 1:47.88     | 16º         |
| Emily Brydon           | Combinado      | 1:26.49   | 46.27       | 2:12.76     | 14º         |
| Emily Brydon           | Super-G        |           |             | DNF         | DNF         |
| Marie-Michèle Gagnon   | Slalom         | 55.64     | 53.87       | 1:49.51     | 31º         |
| Marie-Michèle Gagnon   | Slalom gigante | 1:17.41   | 1:11.48     | 2:28.89     | 21º         |
| Britt Janyk            | Downhill       |           |             | 1:46.21     | 6º          |
| Britt Janyk            | Slalom gigante | 1:18.13   | 1:11.66     | 2:29.79     | 25º         |
| Britt Janyk            | Super-G        |           |             | 1:22.89     | 17º         |
| Anna Goodman           | Slalom         | 53.01     | 53.03       | 1:46.04     | 19º         |
| Erin Mielzynski        | Slalom         | 52.60     | 53.49       | 1:46.09     | 20º         |
| Marie-Pier Préfontaine | Slalom gigante | 1:18.01   | 1:12.50     | 2:30.51     | 29º         |
| Shona Rubens           | Downhill       |           |             | 1:48.53     | 21º         |
| Shona Rubens           | Combinado      | 1:26.90   | 45.68       | 2:12.58     | 12º         |
| Shona Rubens           | Super-G        |           |             | DNF         | DNF         |
| Shona Rubens           | Slalom gigante | 1:17.38   | 1:12.87     | 2:30.25     | 28º         |
| Georgia Simmerling     | Downhill       |           |             | DNS         | DNS         |
| Georgia Simmerling     | Combinado      | DNS       | Não avançou | Não avançou | Não avançou |
| Georgia Simmerling     | Super-G        |           |             | 1:25.21     | 27º         |

Masculino
| Atleta                 | Evento         | Corrida 1 | Corrida 2   | Total       | Pos.        |
| ---------------------- | -------------- | --------- | ----------- | ----------- | ----------- |
| Patrick Biggs          | Slalom gigante | 1:21.71   | 1:23.12     | 2:44.83     | 35º         |
| Julian Cousineau       | Slalom         | 49.59     | 51.07       | 1:40.66     | 8º          |
| Robbie Dixon           | Downhill       |           |             | DNF         | DNF         |
| Robbie Dixon           | Slalom gigante | 1:19.20   | 1:21.78     | 2:40.98     | 24º         |
| Robbie Dixon           | Super-G        |           |             | DNF         | DNF         |
| Erik Guay              | Downhill       |           |             | 1:54.64     | 5º          |
| Erik Guay              | Slalom gigante | 1:19.38   | 1:20.55     | 2:39.63     | 16º         |
| Erik Guay              | Super-G        |           |             | 1:30.68     | 5º          |
| Louis-Pierre Hélie     | Combinado      | 1:56.58   | 55.00       | 2:51.58     | 30º         |
| Jan Hudec              | Downhill       |           |             | 1:56.19     | 25º         |
| Jan Hudec              | Super-G        |           |             | 1:32.09     | 23º         |
| Michael Janyk          | Slalom         | 49.18     | 51.91       | 1:41.09     | 13º         |
| Michael Janyk          | Combinado      | 1:59.75   | 55.00       | 2:51.58     | 30º         |
| Tyler Nella            | Combinado      | 1:56.60   | 56.05       | 2:52.65     | 32º         |
| Manuel Osborne-Paradis | Downhill       |           |             | 1:55.44     | 17º         |
| Manuel Osborne-Paradis | Super-G        |           |             | DNF         | DNF         |
| Ryan Semple            | Combinado      | 1:56.13   | 52.13       | 2:48.26     | 15º         |
| Brad Spence            | Slalom gigante | 1:20.61   | 1:25.63     | 2:46.24     | 42º         |
| Brad Spence            | Slalom         | DNF       | Não avançou | Não avançou | Não avançou |
| Trevor White           | Slalom         | 49.53     | 57.64       | 1:47.17     | 31º         |

### Esqui cross-country
A lista inicial de onze atletas foi anunciada em 22 de janeiro de 2010. Após a realocação de outras vagas, a equipe finalmente teve sua equipe composta por 13 atletas.
Feminino
| Atleta                                                            | Evento                 | Qualificatória | Qualificatória | Quartas-de-final | Quartas-de-final | Semifinal   | Semifinal   | Final       | Final       |
| Atleta                                                            | Evento                 | Tempo          | Pos.           | Tempo            | Pos.             | Tempo       | Pos.        | Tempo       | Pos.        |
| ----------------------------------------------------------------- | ---------------------- | -------------- | -------------- | ---------------- | ---------------- | ----------- | ----------- | ----------- | ----------- |
| Chandra Crawford                                                  | Velocidade             | 3:47.25        | 18º            | 3:50.0           | 6º               | Não avançou | Não avançou | Não avançou | Não avançou |
| Daria Gaiazova                                                    | Velocidade             | 3:46.97        | 17º            | 3:44.4           | 5º               | Não avançou | Não avançou | Não avançou | Não avançou |
| Daria Gaiazova                                                    | Perseguição combinada  |                |                |                  |                  |             |             | 44:35.9     | 46º         |
| Perianne Jones                                                    | Velocidade             | 3:54.27        | 41º            | Não avançou      | Não avançou      | Não avançou | Não avançou | Não avançou | Não avançou |
| Perianne Jones                                                    | Perseguição combinada  |                |                |                  |                  |             |             | 45:48.7     | 56º         |
| Sara Renner                                                       | Velocidade             | 3:51.79        | 34º            | Não avançou      | Não avançou      | Não avançou | Não avançou | Não avançou | Não avançou |
| Sara Renner                                                       | Perseguição combinada  |                |                |                  |                  |             |             | 41:37.9     | 10º         |
| Sara Renner                                                       | Largada coletiva       |                |                |                  |                  |             |             | 1:34:04.2   | 15º         |
| Madeleine Williams                                                | 10 km livre            |                |                |                  |                  |             |             | 27:43.6     | 50º         |
| Madeleine Williams                                                | Perseguição combinada  |                |                |                  |                  |             |             | 44:11.2     | 40º         |
| Madeleine Williams                                                | Largada coletiva       |                |                |                  |                  |             |             | 1:42:33.7   | 45º         |
| Daria Gaiazova Sara Renner                                        | Velocidade por equipes |                |                |                  |                  | 18:54.9     | 4º LL       | 18:51.8     | 7º          |
| Daria Gaiazova Perianne Jones Chandra Crawford Madeleine Williams | Revezamento 4x5 km     |                |                |                  |                  |             |             | 1:00:05.0   | 15º         |

Masculino
| Atleta                                             | Evento                 | Qualificatória | Qualificatória | Quartas-de-final | Quartas-de-final | Semifinal   | Semifinal   | Final       | Final       |
| Atleta                                             | Evento                 | Tempo          | Pos.           | Tempo            | Pos.             | Tempo       | Pos.        | Tempo       | Pos.        |
| -------------------------------------------------- | ---------------------- | -------------- | -------------- | ---------------- | ---------------- | ----------- | ----------- | ----------- | ----------- |
| Ivan Babikov                                       | 15 km livre            |                |                |                  |                  |             |             | 34:30.0     | 8º          |
| Ivan Babikov                                       | Perseguição combinada  |                |                |                  |                  |             |             | 1:15:20.5   | 5º          |
| Ivan Babikov                                       | Largada coletiva       |                |                |                  |                  |             |             | 2:10:50.2   | 33º         |
| Drew Goldsack                                      | Velocidade             | 3:44.28        | 40º            | Não avançou      | Não avançou      | Não avançou | Não avançou | Não avançou | Não avançou |
| George Grey                                        | 15 km livre            |                |                |                  |                  |             |             | 35:13.0     | 29º         |
| George Grey                                        | Perseguição combinada  |                |                |                  |                  |             |             | 1:15:32.0   | 8º          |
| George Grey                                        | Largada coletiva       |                |                |                  |                  |             |             | 2:06:18.1   | 18º         |
| Alex Harvey                                        | 15 km livre            |                |                |                  |                  |             |             | 34:55.6     | 21º         |
| Alex Harvey                                        | Perseguição combinada  |                |                |                  |                  |             |             | 1:15:43.0   | 9º          |
| Alex Harvey                                        | Largada coletiva       |                |                |                  |                  |             |             | 2:10:49.9   | 32º         |
| Gordon Jewett                                      | 15 km livre            |                |                |                  |                  |             |             | 36:17.9     | 52º         |
| Devon Kershaw                                      | Velocidade             | 3:40.50        | 24º            | 3:39.9           | 5º               | Não avançou | Não avançou | Não avançou | Não avançou |
| Devon Kershaw                                      | Perseguição combinada  |                |                |                  |                  |             |             | 1:16:23.6   | 16º         |
| Devon Kershaw                                      | Largada coletiva       |                |                |                  |                  |             |             | 2:05:37.1   | 5º          |
| Stefan Kuhn                                        | Velocidade             | 3:38.35        | 10º            | 3:37.4           | 3º               | Não avançou | Não avançou | Não avançou | Não avançou |
| Brent McMurtry                                     | Velocidade             | 3:45.02        | 41º            | Não avançou      | Não avançou      | Não avançou | Não avançou | Não avançou | Não avançou |
| Devon Kershaw Alex Harvey                          | Velocidade por equipes |                |                |                  |                  | 18:49.2     | 4º LL       | 19:07.3     | 4º          |
| Devon Kershaw Alex Harvey Ivan Babikov George Grey | Revezamento 4x10 km    |                |                |                  |                  |             |             | 1:47:03.2   | 7º          |

### Esqui estilo livre
A equipe de 18 atletas foi anunciada em 24 de janeiro de 2010.
Feminino
| Atleta                | Evento  | Preliminar | Preliminar | Final       | Final            |
| Atleta                | Evento  | Pontos     | Pos.       | Pontos      | Pos.             |
| --------------------- | ------- | ---------- | ---------- | ----------- | ---------------- |
| Jennifer Heil         | Moguls  | 25.50      | 2º         | 25.69       | Medalha de prata |
| Kristi Richards       | Moguls  | 24.63      | 4º         | 4.36        | 20º              |
| Chloe Dufour-Lapointe | Moguls  | 23.74      | 9º         | 23.87       | 5º               |
| Veronika Bauer        | Aerials | 160.46     | 15º        | Não avançou | Não avançou      |

| Atleta             | Evento    | Preliminar | Preliminar | Oitavas | Quartas     | Semifinal   | Final            | Final           |
| Atleta             | Evento    | Tempo      | Pos.       | Posição | Posição     | Posição     | Posição          | Pos.            |
| ------------------ | --------- | ---------- | ---------- | ------- | ----------- | ----------- | ---------------- | --------------- |
| Ashleigh McIvor    | Ski cross | 1:17.17    | 2º         | 1º      | 1º          | 2º          | 1º               | Medalha de ouro |
| Julia Murray       | Ski cross | 1:19.54    | 14º        | 2º      | 4º          | Não avançou | Não avançou      | 12º             |
| Danielle Poleschuk | Ski cross | 1:19.02    | 10º        | 3º      | Não avançou | Não avançou | Não avançou      | 19º             |
| Kelsey Serwa       | Ski cross | 1:17.94    | 4º         | 1º      | 1º          | 3º          | Pequena final 1º | 5º              |

Masculino
| Atleta                    | Evento  | Preliminar | Preliminar | Final  | Final           |
| Atleta                    | Evento  | Pontos     | Pos.       | Pontos | Pos.            |
| ------------------------- | ------- | ---------- | ---------- | ------ | --------------- |
| Alexandre Bilodeau        | Moguls  | 25.48      | 2º         | 26.75  | Medalha de ouro |
| Vincent Marquis           | Moguls  | 23.71      | 13º        | 25.88  | 4º              |
| Pierre-Alexandre Rousseau | Moguls  | 24.36      | 7º         | 25.83  | 5º              |
| Maxime Gingras            | Moguls  | 24.37      | 6º         | 24.13  | 10º             |
| Kyle Nissen               | Aerials | 233.71     | 9º         | 239.31 | 5º              |
| Steve Omischl             | Aerials | 233.88     | 8º         | 233.66 | 8º              |
| Warren Shouldice          | Aerials | 235.93     | 6º         | 223.30 | 10º             |

| Atleta          | Evento    | Preliminar | Preliminar | Oitavas | Quartas | Semifinal   | Final            | Final |
| Atleta          | Evento    | Tempo      | Pos.       | Posição | Posição | Posição     | Posição          | Pos.  |
| --------------- | --------- | ---------- | ---------- | ------- | ------- | ----------- | ---------------- | ----- |
| Chris Del Bosco | Ski cross | 1:12.89    | 2º         | 1º      | 1º      | 2º          | 4º               | 4º    |
| Davey Barr      | Ski cross | 1:14.98    | 25º        | 2º      | 2º      | 3º          | Pequena final 2º | 6º    |
| Stanley Hayer   | Ski cross | 1:13.74    | 10º        | 2º      | 4º      | Não avançou | Não avançou      | 10º   |

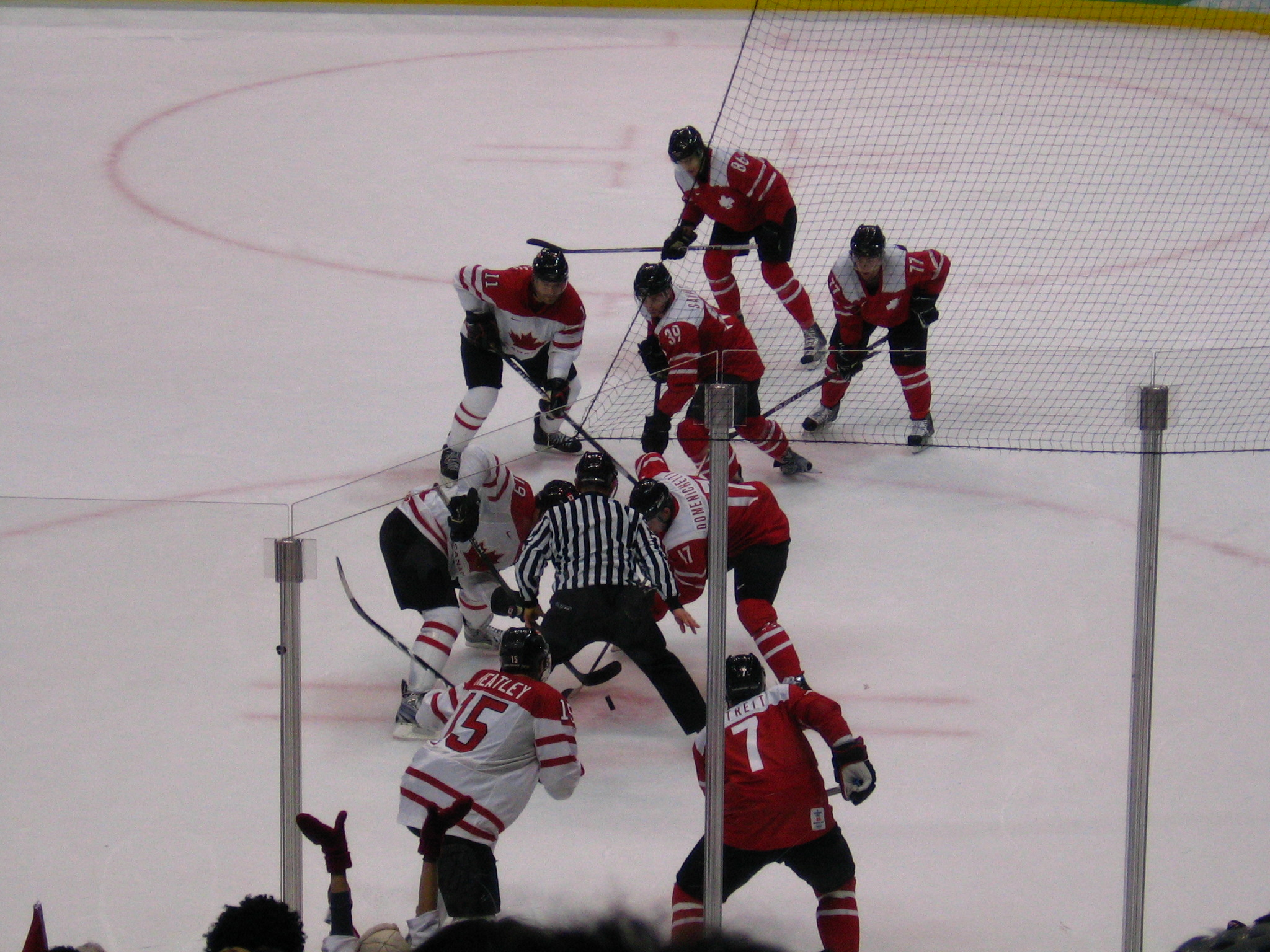
Partida entre Canadá e Suíça.

### Hóquei no gelo
Feminino
| Equipe | Equipe | Fase de grupos                                           | Fase de grupos | Semifinal              | Final                    | Pos.            |
| Equipe | Equipe | Adversário e resultado                                   | Pos.           | Adversário e resultado | Adversário e resultado   | Pos.            |
| --- | --- | -------------------------------------------------------- | -------------- | ---------------------- | ------------------------ | --------------- |
| Charline Labonté Kim St-Pierre Shannon Szabados Tessa Bonhomme Carla MacLeod Becky Kellar Colleen Sostorics Meaghan Mikkelson Catherine Ward Meghan Agosta Gillian Apps | Jennifer Botterill Jayna Hefford Haley Irwin Rebecca Johnston Gina Kingsbury Caroline Ouellette Cherie Piper Marie-Philippe Poulin Sarah Vaillancourt Hayley Wickenheiser | SVK Eslováquia V 18–0 SUI Suíça V 10–1 SWE Suécia V 13–1 | 1º (Gr. A)     | FIN Finlândia V 5–0    | USA Estados Unidos V 2–0 | Medalha de ouro |

Masculino
| Equipe | Equipe | Fase de grupos                                             | Fase de grupos | Play-off               | Quartas-de-final       | Semifinal              | Final                    | Pos.            |
| Equipe | Equipe | Adversário e resultado                                     | Pos.           | Adversário e resultado | Adversário e resultado | Adversário e resultado | Adversário e resultado   | Pos.            |
| --- | --- | ---------------------------------------------------------- | -------------- | ---------------------- | ---------------------- | ---------------------- | ------------------------ | --------------- |
| Martin Brodeur Marc-André Fleury Roberto Luongo Dan Boyle Drew Doughty Duncan Keith Scott Niedermayer Chris Pronger Brent Seabrook Shea Weber Patrice Bergeron Sidney Crosby | Ryan Getzlaf Dany Heatley Jarome Iginla Patrick Marleau Brenden Morrow Rick Nash Mike Richards Corey Perry Eric Staal Joe Thornton Jonathan Toews | NOR Noruega V 8–0 SUI Suíça V 3–2 USA Estados Unidos D 3–5 | 2º (Gr. A)     | GER Alemanha V 8–2     | RUS Rússia V 7–3       | SVK Eslováquia V 3–2   | USA Estados Unidos V 3–2 | Medalha de ouro |

### Luge
A equipe foi anunciada em 19 de dezembro de 2009 em Whistler.
Feminino
| Atleta           | Evento     | Final      | Final      | Final      | Final      | Final    | Final |
| Atleta           | Evento     | 1ª corrida | 2ª corrida | 3ª corrida | 4ª corrida | Total    | Pos.  |
| ---------------- | ---------- | ---------- | ---------- | ---------- | ---------- | -------- | ----- |
| Alex Gough       | Individual | 42.275     | 42.411     | 42.346     | 42.359     | 2:49.391 | 18º   |
| Regan Lauscher   | Individual | 42.368     | 42.289     | 42.211     | 42.153     | 2:49.021 | 15º   |
| Meaghan Simister | Individual | 42.524     | 42.497     | 42.787     | 42.662     | 2:50.470 | 25º   |

Masculino
| Atleta                      | Evento     | Final      | Final      | Final      | Final      | Final    | Final |
| Atleta                      | Evento     | 1ª corrida | 2ª corrida | 3ª corrida | 4ª corrida | Total    | Pos.  |
| --------------------------- | ---------- | ---------- | ---------- | ---------- | ---------- | -------- | ----- |
| Sam Edney                   | Individual | 48.754     | 48.793     | 48.920     | 48.373     | 3:14.840 | 7º    |
| Jeff Christie               | Individual | 48.881     | 48.904     | 49.308     | 48.370     | 3:15.823 | 14º   |
| Ian Cockerline              | Individual | 49.033     | 49.132     | 49.297     | 48.781     | 3:16.243 | 20º   |
| Chris Moffat Mike Moffat    | Duplas     | 41.675     | 41.723     |            |            | 1:23.398 | 7º    |
| Tristan Walker Justin Snith | Duplas     | 42.100     | 42.120     |            |            | 1:24.220 | 15º   |

### Patinação artística

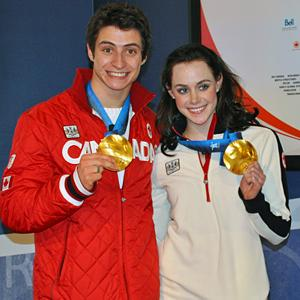
Scott Moir e Tessa Virtue, medalhistas de ouro na dança no gelo.

O Canadá qualificou dois patinadores no individual masculino, duas no individual feminino, quatro nas duplas e seis patinadores na dança no gelo, totalizando 15 atletas.
| Atleta                     | Evento               | Programa curto | Programa curto | Programa longo | Programa longo | Total  | Total             |
| Atleta                     | Evento               | Pontos         | Pos.           | Pontos         | Pos.           | Pontos | Pos.              |
| -------------------------- | -------------------- | -------------- | -------------- | -------------- | -------------- | ------ | ----------------- |
| Joannie Rochette           | Individual feminino  | 71.36          | 3º             | 131.28         | 3º             | 202.64 | Medalha de bronze |
| Cynthia Phaneuf            | Individual feminino  | 57.16          | 14º            | 99.46          | 13º            | 156.62 | 12º               |
| Patrick Chan               | Individual masculino | 81.12          | 7º             | 160.30         | 4º             | 241.42 | 5º                |
| Vaughn Chipeur             | Individual masculino | 57.22          | 24º            | 113.70         | 21º            | 170.92 | 23º               |
| Jessica Dubé Bryce Davison | Duplas               | 65.36          | 6º             | 121.75         | 6º             | 187.11 | 6º                |
| Anabelle Langlois Cody Hay | Duplas               | 64.20          | 7º             | 115.77         | 9º             | 179.97 | 9º                |

| Atletas                    | Evento        | Dança obrigatória | Dança obrigatória | Dança original | Dança original | Dança livre | Dança livre | Total  | Total           |
| Atletas                    | Evento        | Pts.              | Pos.              | Pts.           | Pos.           | Pts.        | Pos.        | Pts.   | Pos.            |
| -------------------------- | ------------- | ----------------- | ----------------- | -------------- | -------------- | ----------- | ----------- | ------ | --------------- |
| Tessa Virtue Scott Moir    | Dança no gelo | 42.74             | 2º                | 68.41          | 1º             | 110.42      | 1º          | 221.57 | Medalha de ouro |
| Vanessa Crone Paul Poirier | Dança no gelo | 31.14             | 15º               | 48.17          | 17º            | 85.29       | 12º         | 164.60 | 14º             |

### Patinação de velocidade
A delegação consistirá de oito homens e oito mulheres nomeados em 11 de janeiro de 2010. Todos os eventos terão representantes, com exceção dos 10.000 metros masculino.
Feminino
| Atleta             | Evento | Corrida 1 | Corrida 1 | Corrida 2 | Corrida 2 | Final    | Final             |
| Atleta             | Evento | Tempo     | Pos.      | Tempo     | Pos.      | Tempo    | Pos.              |
| ------------------ | ------ | --------- | --------- | --------- | --------- | -------- | ----------------- |
| Anastasia Bucsis   | 500 m  | 39.879    | 34º       | 39.876    | 35º       | 79.755   | 34º               |
| Kristina Groves    | 1000 m |           |           |           |           | 1:16.78  | 4º                |
| Kristina Groves    | 1500 m |           |           |           |           | 1:57.14  | Medalha de prata  |
| Kristina Groves    | 3000 m |           |           |           |           | 4:04.84  | Medalha de bronze |
| Kristina Groves    | 5000 m |           |           |           |           | 7:04.57  | 6º                |
| Clara Hughes       | 3000 m |           |           |           |           | 4:06.01  | 5º                |
| Clara Hughes       | 5000 m |           |           |           |           | 6:55.73  | Medalha de bronze |
| Cindy Klassen      | 1500 m |           |           |           |           | 2:00.67  | 21º               |
| Cindy Klassen      | 3000 m |           |           |           |           | 4:15.53  | 14º               |
| Cindy Klassen      | 5000 m |           |           |           |           | 7:22.09  | 12º               |
| Christine Nesbitt  | 500 m  | 38.881    | 13º       | 38.694    | 8º        | 77.57    | 10º               |
| Christine Nesbitt  | 1000 m |           |           |           |           | 1:16.56  | Medalha de ouro   |
| Christine Nesbitt  | 1500 m |           |           |           |           | 1:58.33  | 6º                |
| Shannon Rempel     | 500 m  | 39.351    | 22º       | 39.473    | 29º       | 78.82    | 27º               |
| Shannon Rempel     | 1000 m |           |           |           |           | 1:18.174 | 21º               |
| Brittany Schussler | 1000 m |           |           |           |           | 1:18.31  | 25º               |
| Brittany Schussler | 1500 m |           |           |           |           | 2:04.17  | 35º               |

| Equipe                                               | Evento                  | Quartas-de-final           | Semifinal        | Final                             | Final |
| Equipe                                               | Evento                  | Adversário Tempo           | Adversário Tempo | Adversário Tempo                  | Pos.  |
| ---------------------------------------------------- | ----------------------- | -------------------------- | ---------------- | --------------------------------- | ----- |
| Kristina Groves Christine Nesbitt Brittany Schussler | Perseguição por equipes | USA Estados Unidos D +0.05 | Não avançou      | Final C NED Países Baixos V -0.63 | 5º    |

Masculino
| Atleta                   | Evento | Corrida 1 | Corrida 1 | Corrida 2 | Corrida 2 | Final   | Final |
| Atleta                   | Evento | Tempo     | Pos.      | Tempo     | Pos.      | Tempo   | Pos.  |
| ------------------------ | ------ | --------- | --------- | --------- | --------- | ------- | ----- |
| Mathieu Giroux           | 1500 m |           |           |           |           | 1:47.62 | 14º   |
| Jamie Gregg              | 500 m  | 35.142    | 9º        | 35.126    | 8º        | 70.26   | 8º    |
| Mike Ireland             | 500 m  | 35.38     | 17º       | 35.253    | 13º       | 70.63   | 16º   |
| Lucas Makowsky           | 1500 m |           |           |           |           | 1:48.61 | 19º   |
| Lucas Makowsky           | 1000 m |           |           |           |           | 6:28.71 | 13º   |
| Denny Morrison           | 1000 m |           |           |           |           | 1:10.30 | 13º   |
| Denny Morrison           | 1500 m |           |           |           |           | 1:46.93 | 9º    |
| Denny Morrison           | 5000 m |           |           |           |           | 6:33.78 | 18º   |
| Kyle Parrott             | 500 m  | 35.57     | 21º       | 35.767    | 23º       | 71.344  | 21º   |
| Kyle Parrott             | 1000 m |           |           |           |           | 1:10.89 | 24º   |
| Kyle Parrott             | 1500 m |           |           |           |           | 1:52.67 | 37º   |
| François-Olivier Roberge | 1000 m |           |           |           |           | 1:10.75 | 20º   |
| Jeremy Wotherspoon       | 500 m  | 35.09     | 5º        | 35.188    | 12º       | 70.282  | 9º    |
| Jeremy Wotherspoon       | 1000 m |           |           |           |           | 1:10.35 | 14º   |

| Equipe                                       | Evento                  | Quartas            | Semifinal           | Final                      | Final           |
| Equipe                                       | Evento                  | Adversário Tempo   | Adversário Tempo    | Adversário Tempo           | Pos.            |
| -------------------------------------------- | ----------------------- | ------------------ | ------------------- | -------------------------- | --------------- |
| Mathieu Giroux Lucas Makowsky Denny Morrison | Perseguição por equipes | ITA Itália V -3.97 | NOR Noruega V -1.22 | USA Estados Unidos V -0.21 | Medalha de ouro |

### Patinação de velocidade em pista curta
Como país sede, o Canadá teve o direito de enviar uma delegação completa de cinco homens e cinco mulheres para os eventos de pista curta.
Feminino
| Atleta                                                       | Evento             | Preliminar | Preliminar | Quartas  | Quartas | Semifinal   | Semifinal   | Final            | Final            |
| Atleta                                                       | Evento             | Tempo      | Pos.       | Tempo    | Pos.    | Tempo       | Pos.        | Tempo            | Pos.             |
| ------------------------------------------------------------ | ------------------ | ---------- | ---------- | -------- | ------- | ----------- | ----------- | ---------------- | ---------------- |
| Marianne St-Gelais                                           | 500 metros         | 44.708     | 1º         | 44.316   | 1º      | 43.241      | 2º          | 43.707           | Medalha de prata |
| Jessica Gregg                                                | 500 metros         | 44.009     | 2º         | 43.956   | 2º      | 43.854      | 1º          | 44.204           | 4º               |
| Jessica Gregg                                                | 1000 metros        | 1:32.565   | 1º         | 1:30.207 | 2º      | 1:33.139    | 4º          | Final B 1:32.333 | 6º               |
| Tania Vicent                                                 | 1000 metros        | 1:37.561   | 2º         | DSQ      | DSQ     | Não avançou | Não avançou | Não avançou      | Não avançou      |
| Tania Vicent                                                 | 1500 metros        | 2:24.100   | 2º         |          |         | 2:24.742    | 2º          | 2:23.035         | 8º               |
| Kalyna Roberge                                               | 500 metros         | 44.254     | 2º         | 44.143   | 2º      | 43.633      | 3º          | Final B 43.633   | 5º               |
| Kalyna Roberge                                               | 1000 metros        | 1:31.033   | 1º         | 1:31.479 | 2º      | 1:30.736    | 3º          | Final B 1:32.122 | 5º               |
| Kalyna Roberge                                               | 1500 metros        | 2:23.619   | 2º         |          |         | 2:47.998    | 5º          | Não avançou      | Não avançou      |
| Valerie Maltais                                              | 1500 metros        | 2:30.321   | 3º         |          |         | 2:23.722    | 5º          | Não avançou      | Não avançou      |
| Jessica Gregg Kalyna Roberge Marianne St-Gelais Tania Vicent | Revezamento 3000 m |            |            |          |         | 4:11.476    | 2º          | 4:09.137         | Medalha de prata |

Masculino
| Atleta                                                                                   | Evento             | Preliminar | Preliminar | Quartas  | Quartas | Semifinal   | Semifinal   | Final            | Final             |
| Atleta                                                                                   | Evento             | Tempo      | Pos.       | Tempo    | Pos.    | Tempo       | Pos.        | Tempo            | Pos.              |
| ---------------------------------------------------------------------------------------- | ------------------ | ---------- | ---------- | -------- | ------- | ----------- | ----------- | ---------------- | ----------------- |
| Charles Hamelin                                                                          | 500 metros         | 41.463     | 1º         | 40.770   | 1º      | 40.964      | 1º          | 40.981           | Medalha de ouro   |
| Charles Hamelin                                                                          | 1000 metros        | 1:25.256   | 1º         | 1:25.300 | 1º      | 1:25.062    | 2º          | 1:24.329         | 4º                |
| Charles Hamelin                                                                          | 1500 metros        | 2:16.153   | 2º         |          |         | 2:11.225    | 3º          | Final B 2:11.225 | 7º                |
| Olivier Jean                                                                             | 500 metros         | 41.737     | 2º         | 41.275   | 2º      | DSQ         | DSQ         | Não avançou      | Não avançou       |
| Olivier Jean                                                                             | 1500 metros        | 2:14.279   | 1º         |          |         | 2:32.358    | 5º ADV      | 2:14.279         | 4º                |
| François-Louis Tremblay                                                                  | 500 metros         | 41.397     | 1º         | 41.326   | 1º      | 41.515      | 2º          | 46.366           | Medalha de bronze |
| François Hamelin                                                                         | 1000 metros        | 1:25.714   | 1º         | 1:25.037 | 2º      | 1:45.324    | 3º ADV      | 1:25.206         | 5º                |
| Guillaume Bastille                                                                       | 1500 metros        | DSQ        | DSQ        |          |         | Não avançou | Não avançou | Não avançou      | Não avançou       |
| Guillaume Bastille Charles Hamelin François Hamelin Olivier Jean François-Louis Tremblay | Revezamento 5000 m |            |            |          |         | 6:43.610    | 2º          | 6:44.224         | Medalha de ouro   |

### Salto de esqui
A equipe de salto de esqui foi anunciada em 21 de janeiro de 2010.
| Atleta                                                         | Evento                  | Preliminar | Preliminar | 1ª rodada   | 1ª rodada   | Final       | Final       | Final |
| Atleta                                                         | Evento                  | Pontos     | Pos.       | Pontos      | Pos.        | Pontos      | Total       | Pos.  |
| -------------------------------------------------------------- | ----------------------- | ---------- | ---------- | ----------- | ----------- | ----------- | ----------- | ----- |
| Eric Mitchell                                                  | Pista normal individual | 98.5       | 49º        | Não avançou | Não avançou | Não avançou | Não avançou | 58º   |
| Eric Mitchell                                                  | Pista longa individual  | 93.0       | 51º        | Não avançou | Não avançou | Não avançou | Não avançou | 61º   |
| Stefan Read                                                    | Pista normal individual | 103.0      | 47º        | Não avançou | Não avançou | Não avançou | Não avançou | 56º   |
| Stefan Read                                                    | Pista longa individual  | 120.5      | 36º        | 71.6        | 46º         | Não avançou | Não avançou | 46º   |
| Mackenzie Boyd-Clowes                                          | Pista normal individual | 105.0      | 44º        | Não avançou | Não avançou | Não avançou | Não avançou | 53º   |
| Mackenzie Boyd-Clowes                                          | Pista longa individual  | 111.0      | 45º        | Não avançou | Não avançou | Não avançou | Não avançou | 55º   |
| Trevor Morrice                                                 | Pista normal individual | 103.5      | 46º        | Não avançou | Não avançou | Não avançou | Não avançou | 55º   |
| Trevor Morrice                                                 | Pista longa individual  | 106.0      | 49º        | Não avançou | Não avançou | Não avançou | Não avançou | 59º   |
| Mackenzie Boyd-Clowes Eric Mitchell Trevor Morrice Stefan Read | Pista longa por equipes |            |            | 294.6       | 12º         | Não avançou | Não avançou | 12º   |

### Skeleton

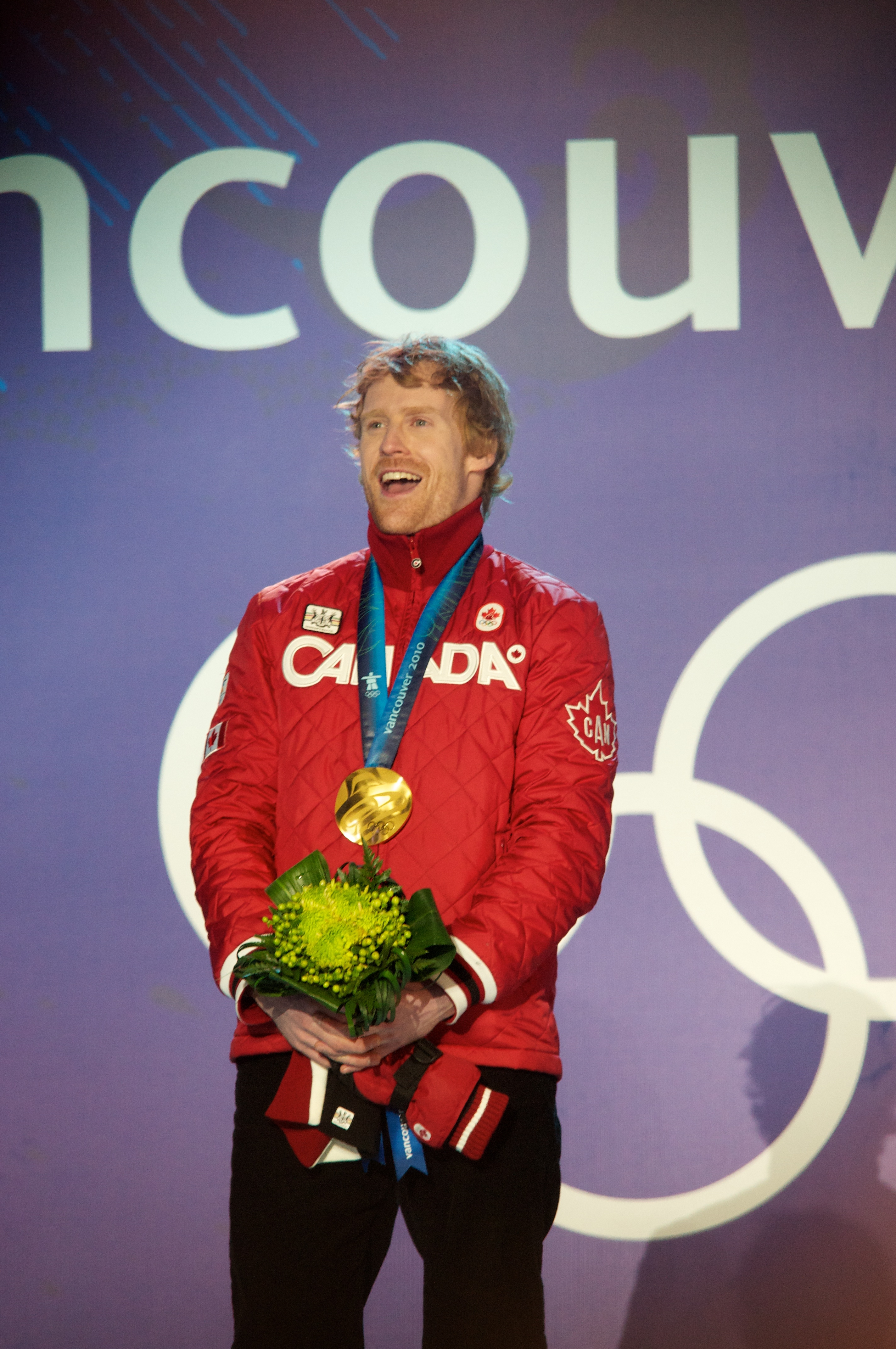
Jon Montgomery, medalhista de ouro no skeleton.

A equipe de skeleton formada por seis atletas foi anunciada em 27 de janeiro de 2010.
| Atleta                | Evento    | 1ª corrida | 2ª corrida | 3ª corrida | 4ª corrida | Total   | Pos.            |
| --------------------- | --------- | ---------- | ---------- | ---------- | ---------- | ------- | --------------- |
| Amy Gough             | Feminino  | 54.14      | 54.78      | 53.92      | 54.17      | 3:37.01 | 7º              |
| Mellisa Hollingsworth | Feminino  | 54.18      | 54.17      | 53.81      | 54.44      | 3:36.60 | 5º              |
| Michelle Kelly        | Feminino  | 54.73      | 55.49      | 55.56      | 55.01      | 3:40.79 | 13º             |
| Jon Montgomery        | Masculino | 52.60      | 52.57      | 52.20      | 52.36      | 3:29.73 | Medalha de ouro |
| Jeff Pain             | Masculino | 53.03      | 53.18      | 53.00      | 52.65      | 3:31.86 | 9º              |
| Michael Douglas       | Masculino | 52.83      | 53.04      | DSQ        | DSQ        | DSQ     | DSQ             |

### Snowboard
A lista de 18 atletas que participarão dos eventos de snowboard foi anunciada em 25 de janeiro de 2010.
Halfpipe
| Atleta           | Evento    | Qualificatória | Qualificatória | Qualificatória | Semifinal   | Semifinal   | Semifinal   | Final       | Final       | Final       |
| Atleta           | Evento    | Corrida 1      | Corrida 2      | Pos.           | Corrida 1   | Corrida 2   | Pos.        | Corrida 1   | Corrida 2   | Pos.        |
| ---------------- | --------- | -------------- | -------------- | -------------- | ----------- | ----------- | ----------- | ----------- | ----------- | ----------- |
| Sarah Conrad     | Feminino  | 14.4           | 31.2           | 15º            | 17.8        | 21.4        | 12º         | Não avançou | Não avançou | Não avançou |
| Mercedes Nicoll  | Feminino  | 31.1           | 34.6           | 10º            | 40.1        | 28.5        | 3º          | 34.3        | 2.9         | 6º          |
| Palmer Taylor    | Feminino  | 12.9           | 13.7           | 26º            | Não avançou | Não avançou | Não avançou | Não avançou | Não avançou | Não avançou |
| Jeff Batchelor   | Masculino | 14.9           | 18.5           | 17º            | Não avançou | Não avançou | Não avançou | Não avançou | Não avançou | Não avançou |
| Justin Lamoureux | Masculino | 12.6           | 35.4           | 9º             | 36.2        | 20.2        | 6º          | 33.8        | 35.9        | 7º          |
| Brad Martin      | Masculino | 11.2           | 27.5           | 13º            | Não avançou | Não avançou | Não avançou | Não avançou | Não avançou | Não avançou |

Slalom gigante paralelo
| Atleta             | Evento    | Preliminar | Preliminar | Oitavas                 | Quartas                | Semifinal             | Final               | Final           |
| Atleta             | Evento    | Tempo      | Pos.       | Adversário Tempo        | Adversário Tempo       | Adversário Tempo      | Adversário Tempo    | Pos.            |
| ------------------ | --------- | ---------- | ---------- | ----------------------- | ---------------------- | --------------------- | ------------------- | --------------- |
| Caroline Calvé     | Feminino  | 1:26.38    | 20º        | Não avançou             | Não avançou            | Não avançou           | Não avançou         | Não avançou     |
| Alexa Loo          | Feminino  | 1:24.22    | 9º         | GER A. Karstens D +0.01 | Não avançou            | Não avançou           | Não avançou         | Não avançou     |
| Kimiko Zakreski    | Feminino  | DNF        | 29º        | Não avançou             | Não avançou            | Não avançou           | Não avançou         | Não avançou     |
| Jasey-Jay Anderson | Masculino | 1:17.97    | 10º        | USA T. Jewell V -1.18   | SLO R. Flander V -7.02 | RUS S. Detkov V -1.72 | AUT B. Karl V -0.35 | Medalha de ouro |
| Matthew Morison    | Masculino | 1:17.69    | 5º         | SLO Ž. Košir D +0.25    | Não avançou            | Não avançou           | Não avançou         | Não avançou     |
| Michael Lambert    | Masculino | 1:17.81    | 6º         | RUS S. Detkov D +12.05  | Não avançou            | Não avançou           | Não avançou         | Não avançou     |

Snowboard cross
| Atleta            | Evento    | Preliminar | Preliminar | Oitavas | Quartas     | Semifinal   | Final            | Final            |
| Atleta            | Evento    | Tempo      | Pos.       | Posição | Posição     | Posição     | Posição          | Pos.             |
| ----------------- | --------- | ---------- | ---------- | ------- | ----------- | ----------- | ---------------- | ---------------- |
| Dominique Maltais | Feminino  | 1:45.56    | 20º        |         | Não avançou | Não avançou | Não avançou      | Não avançou      |
| Maëlle Ricker     | Feminino  | 1:25.45    | 3º         |         | 1º          | 1º          | 1º               | Medalha de ouro  |
| François Boivin   | Masculino | 1:32.72    | 15º        | 1º      | 4º          | Não avançou | Não avançou      | Não avançou      |
| Robert Fagan      | Masculino | 1:23.06    | 10º        | 1º      | 1º          | 3º          | Pequena final 1º | 5º               |
| Drew Neilson      | Masculino | 1:22.01    | 11º        | 2º      | 4º          | Não avançou | Não avançou      | Não avançou      |
| Mike Robertson    | Masculino | 1:20.15    | 3º         | 1º      | 1º          | 1º          | 2º               | Medalha de prata |

Legenda
| Recorde mundial      | Recorde mundial (World record)               |                       | Recorde africano                      | Recorde africano (African) |                                           | Q | Classificado por posição (Qualified) |
| Recorde olímpico     | Recorde olímpico (Olympic record)            | Recorde da América    | Recorde da América (Americas)         | q                          | Classificado por melhor tempo (Qualified) |   |                                      |
| Melhor marca do ano  | Melhor marca do ano (World leading)          | Recorde asiático      | Recorde asiático (Asian)              | DNS                        | Não largou (Did not start)                |   |                                      |
| Recorde nacional     | Recorde nacional (National record)           | Recorde europeu       | Recorde europeu (European)            | DNF                        | Não terminou (Did not finish)             |   |                                      |
| Recorde pessoal      | Recorde pessoal do atleta (Personal best)    | Recorde da Oceania    | Recorde da Oceania (Oceania)          | DSQ / DQ                   | Desclassificado (Disqualified)            |   |                                      |
| Recorde da temporada | Recorde da temporada do atleta (Season best) | Recorde sul-americano | Recorde sul-americano (South America) | NM                         | Sem marca (No mark)                       |   |                                      |

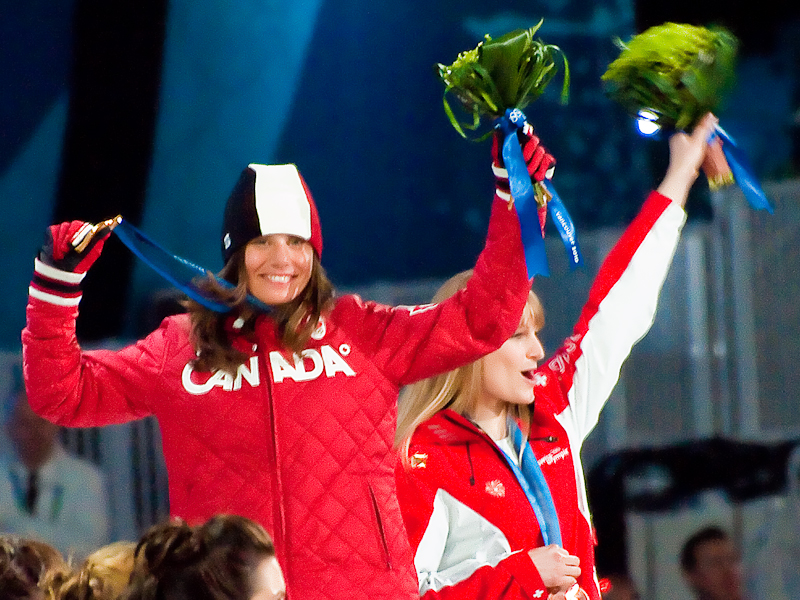
Maëlle Ricker durante a cerimônia da vitória.